# Plexaura hartmeyeri
Plexaura hartmeyeri är en korallart som beskrevs av Moser 1921. Plexaura hartmeyeri ingår i släktet Plexaura och familjen Plexauridae. Inga underarter finns listade i Catalogue of Life.